# Parafia Wniebowzięcia Najświętszej Maryi Panny w Nienaszowie
Parafia Wniebowzięcia Najświętszej Maryi Panny w Nienaszowie – rzymskokatolicka parafia, położona w dekanacie Nowy Żmigród, diecezji rzeszowskiej, erygowana w 1480.
Do parafii Nienaszów należą wierni z miejscowości: Nienaszów, Sadki, Poraj i Grabanina.

## Historia
Kościół został zbudowany w latach 1859–1862 na miejscu drewnianego, poświęcony w roku 1889 przez biskupa przemyskiego Jakuba Glazera. W czasie II wojny światowej kościół był poważnie uszkodzony. W trakcie remontu w roku 1946 wymieniono pokrycie dachu i stolarkę okienną. W latach 1967–1971 odmalowano kościół i ufundowano 3 dzwony. Ostatnią gruntowną renowację, wewnątrz i na zewnątrz wykonano w latach 2003–2007.